# Епархия Банска-Быстрицы
Епархия Банска-Быстрицы (лат. Dioecesis Neosoliensis) — епархия Римско-католической церкви c центром в городе Банска-Быстрица, Словакия. Епархия Банска-Быстрицы входит в митрополию Братиславы. Кафедральным собором епархии Банска-Быстрицы является собор святого Франциска Ксаверия.

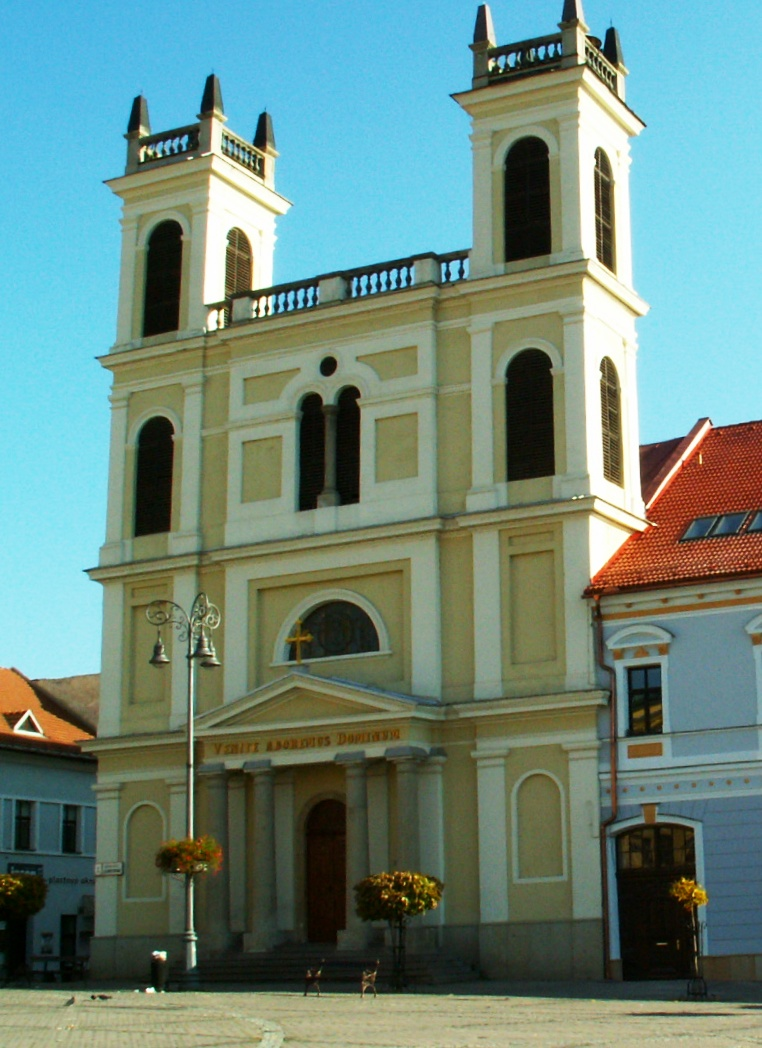
Собор святого Франциска Ксаверия

## История
13 марта 1776 года Святой Престол учредил епархию Банска-Быстрицы, выделив её из архиепархии Эстергома (сегодня — Архиепархия Эстергома-Будапешта). В этот же день епархия Банска-Быстрицы вошла в митрополию Эстергома.
До образования Чехословакии в 1918 году епископами епархии Банска-Быстрицы в основном были венгры, которые проводили мадьяризацию церковной жизни в своих епархиях. Правительство Чехословакии в 1920 году начало демадьяризацию в Словакии, после чего епископ Вольфганг Раднай 16 декабря 1920 года подал в отставку и уехал в Венгрию, а на его место Святой Престол назначил словацкого епископа.
2 сентября 1937 года Римский папа Пий XI издал буллу Ad ecclesiastici, которой выделил епархию Банска-Быстрицы из митрополии Эстергома-Будапешта, подчинив её напрямую Святому Престолу.
30 декабря 1977 года епархия Банска-Быстрица вошла в митрополию Трнавы.
14 февраля 2008 года, после реорганизации церковных структур в Словакии, епархия Банска-Быстрицы вошла в митрополию Братиславы. В епархию Банска-Быстрицы вошла часть бывшей территории архиепархии Трнавы-Братиславы и в этот же день епархия Банска-Быстрицы передала часть своей территории для возведения новой епархии Жилины.

## Ординарии епархии
- епископ Франтишек Берхтольд (16.12.1776 — 14.08.1793);
- епископ Габриэль Зердахейи (22.12.1800 — 5.10.1813);
- епископ Антон Макаи (21.12.1818 — 24.11.1823) — назначен епископом Веспрема;
- епископ Йозеф Беланский (24.11.1823 — 3.01.1843);
- епископ Йозеф Руднянский (20.01.1845 — 1850);
- епископ Штефан Мойзес (17.02.1851 — 5.07.1869);
- епископ Зигмунд Зуппан (27.06.1870 — 1871);
- епископ Арнольд Ипольи-Штуммер (22.12.1871 — 1886) — назначен епископом Орадя;
- епископ Имрих Бенде (1886 — 19.01.1893) — назначен епископом Нитры;
- епископ Кароль Римей (6.06.1893 — 13.01.1904);
- епископ Вольфганг Раднаи (11.07.1904 — 16.12.1920);
- епископ Мариан Блага (13.11.1920 — 21.08.1943);
- епископ Андрей Скрабик (21.08.1943 — 8.01.1950);
- епископ Йозеф Феранец (19.02.1973 — 14.02.1990);
- епископ Рудольф Балаж (14.02.1990 — † 27.07.2011);
- епископ Мариан Хованец (20.11.2012 — по настоящее время).

## Источник
- Annuario Pontificio, Libreria Editrice Vaticana, Città del Vaticano, 2003, ISBN 88-209-7422-3
- Булла Ad ecclesiastici, AAS 29 (1937), стр. 366  (лат.)